# 바 환초

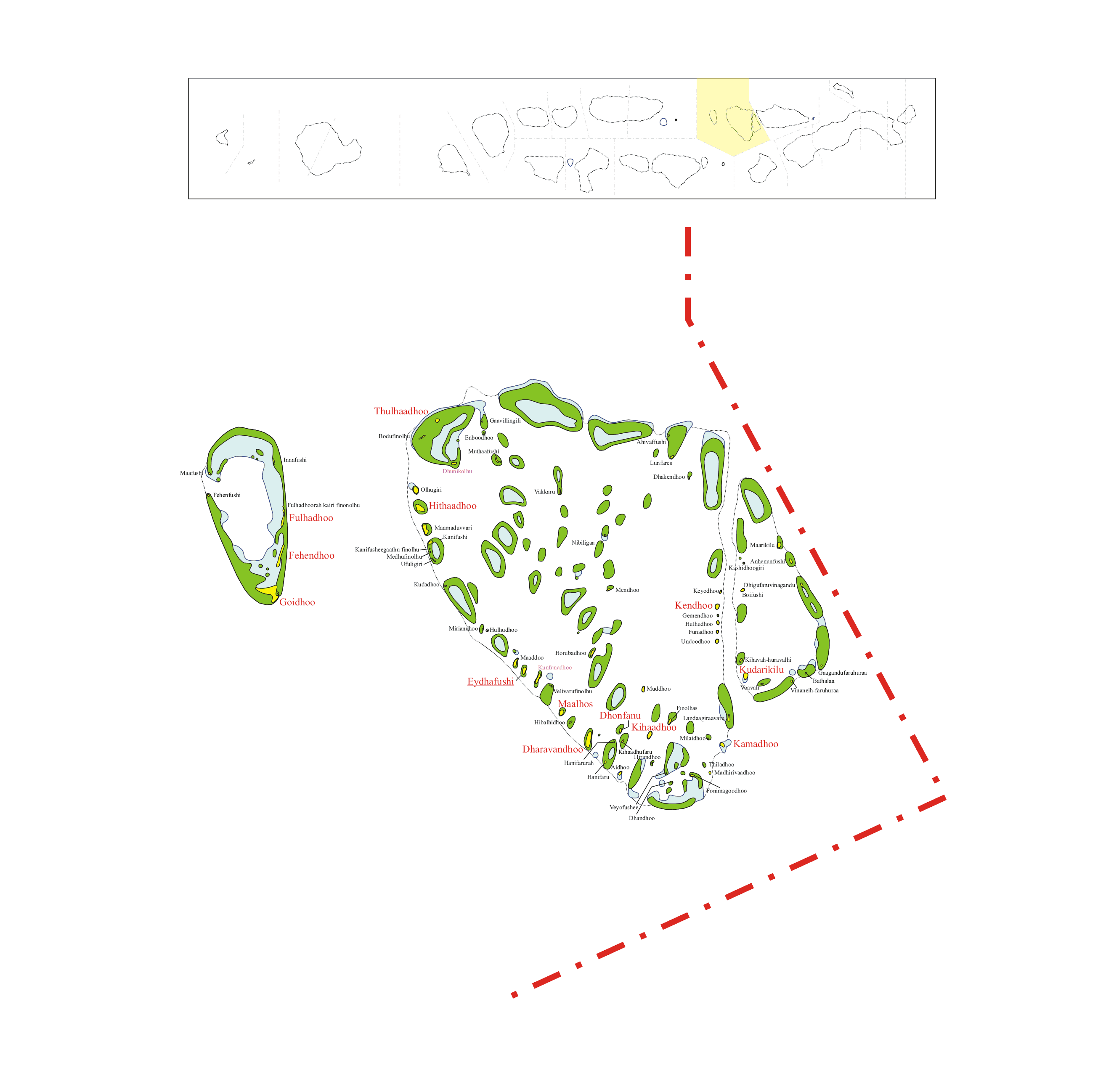
바 환초

바 환초(디베히어: މާޅޮސްމަޑުލު ދެކުނުބުރި, Baa) 또는 말로스마둘루 환초(Maalhosmadulu)는 몰디브 서부에 위치한 환초로 행정 중심지는 에이다푸시이며 인구는 11,910명(2006년 기준)이다. 75개 섬으로 구성되어 있으며 이 가운데 13개 섬에는 사람이 거주한다.